# Guillem II d'Hainaut
Guillem II d'Hainaut (1307 - Staveren, 26 de setembre de 1345) va ser comte d'Hainaut,  comte d'Holanda (Guillem IV d'Holanda) i de Zelanda des 1337 a 1345. Era fill de Guillem I, comte d'Holanda i Hainaut, i de Joana de Valois.

## Història
Tenia tot just dinou anys quan va succeir al seu pare. Va enviar ajut al seu cunyat, Eduard III, rei d'Anglaterra, que estava en guerra amb França. La situació era molt complicada per al jove comte doncs era a la vegada vassall del rei de França i de l'emperador. Va intentar acontentar els dos sobirans; però va disgustar als dos. Pel seu valor a la guerra va rebre el sobrenom de «l'Intrèpid».
La comtessa mare, Joana de Valois, veient amb pena les disputes entre els dos monarques, va treballar per reconciliar-los i va tenir la satisfacció d'aconseguir un acord entre els dos reis el 1340. Només conclòs l'acord, Joana de Valois, disgustada amb el món i els seus assumptes es va retirar com a religiosa a l'Abadia de Fontanelle, a la vora de Valenciennes.

## Suposat viatgi a Terra Santa
Alguns autors afirmen que, no trobant als Països Baixos ocasió per apaivagar el seu esperit guerrer, va marxar a Espanya per donar suport els reis cristians a la seva lluita contra els musulmans i que va contribuir a la presa de Saragossa, passant després a visitar Terra Santa. Però, segons Dejardin, aquests historiadors confonen a l'oncle amb el nebot; i va ser realment Joan d'Hainaut, comte de Beaumont, qui el 1331 va ser a Espanya i es va destacar pel seu valor en la lluita. Al que cal afegir que la presa de Saragossa es va produir el 1118 per Alfons I d'Aragó i Pamplona.
Segons el mencionat autor, existeix una prova incontestable que el comte d'Holanda era el 1338 a Hainaut, per l'existència d'unes cartes, datades a Bergues el 22 d'agost de 1338, expedides als habitants de Dordrecht per les que confirma la llibertat de comerç amb Oosterlingen, per compensar-los de l'incendi que havia destruït part de la ciutat.

## Ajut als Cavallers teutons
Dos anys més tard va marxar en suport dels Cavallers teutons. Pot creure's que la necessitat de protegir el comerç a la mar Bàltica, infestat pels pirates lituans, va ser la causa d'aquesta expedició.
El comte Guillem al capdavant de quatre-cents cavallers i una tropa d'infants va arribar a la frontera de Prússia i va oferir els seus serveis a Enric d'Arsberg, Gran Mestre dels teutons. Aquest, tement l'ambició del jove comte, que havia arribat al capdavant d'una noblesa tan poderosa, li va dir que acabava d'obtenir una important victòria i que els agraïa la seva oferta. La tropa va ser obligada a tornar sobre les seves passes. Els Cavallers teutons, indignats amb la conducta del seu Gran Mestre, ho van deposar poc després.
A la seva tornada, Guillem, va trobar reunits a Colònia els prínceps de l'Imperi, que li van oferir la corona imperial, que ell va rebutjar per consideració al seu cunyat Lluís IV del Sacre Imperi Romanogermànic. Es diu que aquest emperador va voler elevar el comtat d'Holanda a la categoria de ducat; però Guillem no va poder acceptar aquesta oferta perquè resultava onerosa per als seus súbdits.

## Tutor del bisbat d'Utrecht
Joan III de Diest, bisbe d'Utrecht, havia mort l'1 de juny de 1340 i el papa Benet XI va comunicar al capítol que es reservava la nominació del successor. Tanmateix, el comte Guillem va pressionar perquè fos escollit Joan d'Arkel. El duc de Gueldre va demandar que fos reinstal·lat Joan de Bronkhorst que havia desistit d'ésser elegit quan Dieft va prendre possessió. El papa va rebutjar a l'un i l'altre i va nomenar Nicolás Capocci, cardenal a Avinyó, que va rebutjar l'elecció. El comte Guillem va ser nomenat tutor del bisbat pels partidaris d'Arkel durant la seu vacant. Confirmat en la tutoria per l'emperador, Guillem va nomenar a Joan d'Arkel administrador del bisbat.
El bisbe Joan d'Arkel es va retirar a Grenoble després d'haver nomenat el seu germà Robert administrador temporal de la diòcesi. Guillem IV molest amb aquesta retirada del bisbe es va disposar a castigar la seva ingratitud. El comte va entrar a la diòcesi i després de dues batalles victorioses, el 1345, va posar setge a Utrecht. Robert d'Arkel va advertir el seu germà del desesperat de la situació i el prelat va sol·licitar a Joan, comte de Beaumont, que intervingués com a mitjancer. Joan va obtenir del seu nebot una treva que havia de propiciar la pau. Aquesta es va acordar el 21 de juliol.

## Matrimoni i descendència
Es va casar el 1334 amb Joana de Brabant (1322 - 1406), duquessa de Brabant i de Limburg. Aquest matrimoni només va tenir un fill: 
- Guillem, mort jove.